# Баттерсворт, Джеймс Эдвард

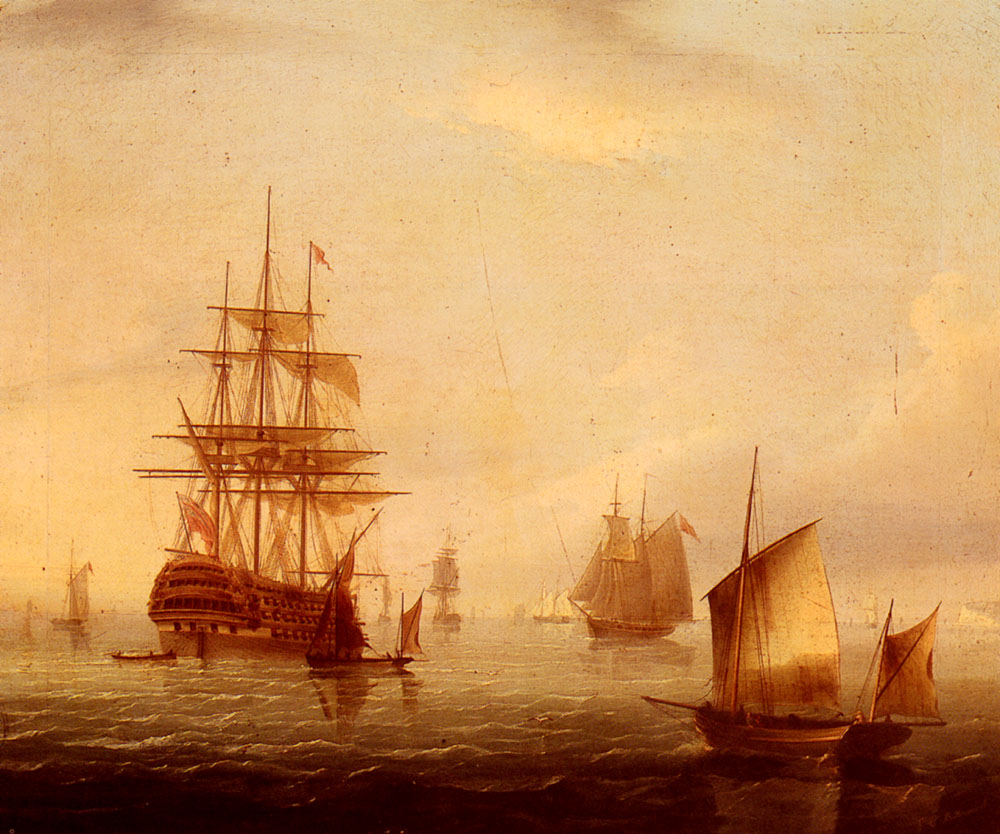
Под парусом у побережья

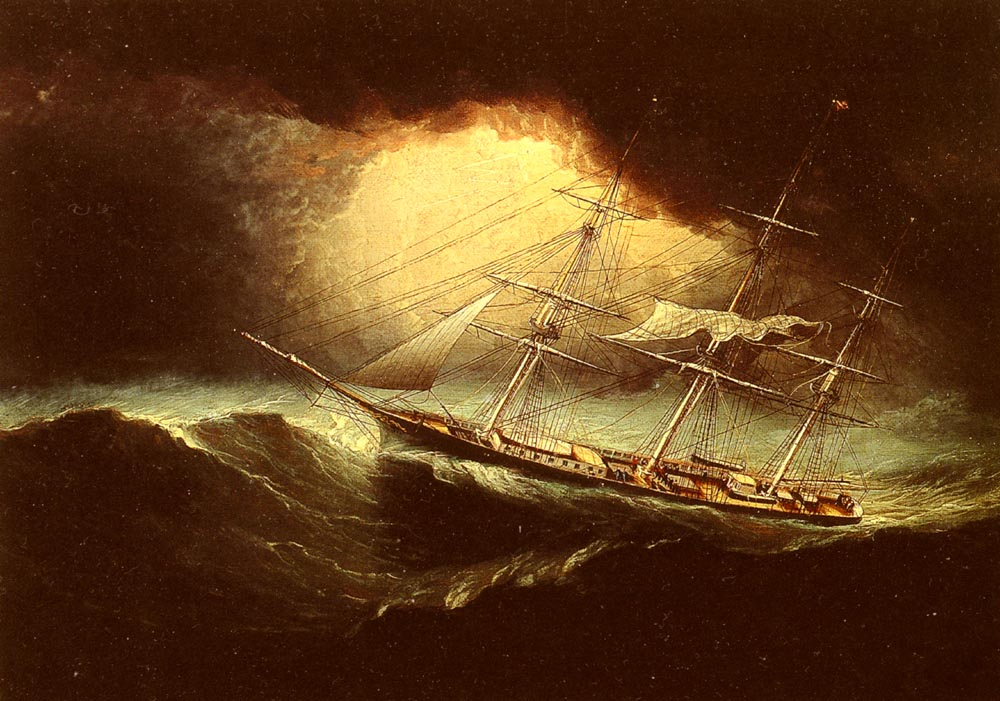
Парусник во время шторма

Джеймс Эдвард Баттерсворт (англ. James Edward Buttersworth; 1817, Лондон — 1894) — английский художник-маринист.

## Биография
Родился в Лондоне в семье с глубокими художественными традициями, его отец Томас Баттерсворт (1768—1842) был также художником-маринистом. Около 1845 Д. Э. Баттерсворт переехал из Великобритании в США и поселился в г. Западный Хобокен, Нью-Джерси (ныне Юнион-Сити, Нью-Джерси).
Имел свою студию в Бруклине в 1854 году.
В 1851 он вернулся в Англию для создания ряда картин о регате Стофунтового Кубка, которая состоялся 22 августа 1851 г.

## Творчество
Джеймс Баттерсворт — ведущий художник-маринист XIX века, его работы пользуются и сегодня значительной популярностью и достигают на аукционах цены от 50 тысяч до миллиона долларов США.
Основными объектами картин живописца являются парусные суда в открытом море и прибрежных водах, яхты, клиперы, иногда пароходы. Ряд полотен посвящён сценам парусных гонок, в том числе регаты на Кубок Америки.
Картина Баттерсворта (1893) «Vigilant vs. Valkyrie II Cup match», созданная им за год до его смерти, завершила живописные хроники регат на Кубок Америки непосредственно перед появлением фотоизображений.
Картины морской тематики он писал в основном маслом. Его работы отличаются особым вниманием к деталям и поэтому теперь имеют, кроме художественной, ещё и значительную историческую ценность..
Главный упор в своих картинах Баттерсворт возлагал на художественное изображение влияния на объект атмосферных эффектов и перспективу, таким образом, подчеркивая пространственность композиции.
Он являлся очень плодовитым автором. Его художественное наследие составляет, по меньшей мере, 600—850 полотен.
До сегодняшнего дня сохранилось около 600 его произведений. Большая часть картин художника находится в частных коллекциях и никогда не была описана. Полотна находятся также и музеях по всей территории Соединенных Штатов, включая Нью-Йорк, Нью-Джерси, Коннектикут и Вирджинию и др.
Имя живописца было занесено в Зал славы регат Кубка Америки в 1999.